# 22912 Noraxu
22912 Noraxu este un asteroid din centura principală de asteroizi.

## Descriere
22912 Noraxu este un asteroid din centura principală de asteroizi. A fost descoperit pe 4 octombrie 1999 la Socorro, New Mexico, în cadrul proiectului LINEAR. Asteroidul prezintă o orbită caracterizată de o semiaxă mare de 2,59 ua, o excentricitate de 0,15 și o înclinație de 7,3° în raport cu ecliptica.